# Kapcsándy Sándor
Kapcsándy Sándor (Dáka, 1898. december 22. – Dáka, 1971. november 11.) parasztköltő, földműves.

## Élete
Első verseit a pápai Egyetértés című lap közölte. Az eke mellől című önálló verseskötetéről az Ujság 1926. február 21-ei száma a következőket írja: "Kapcsándy Sándor azok közé tartozik, akiket a föld egyszerű szeretete avatott költővé és ez adja meg az erejét. [...] Ezek a versek olyan valakitől származnak, aki maga is a földből nőtt ki, annak egy darabja és nem járt iskolába. A verseken erősen érezhető Petőfi hatása, de ahol ez elmarad, kicsendül a népdalok örökszép muzsikája." A kötethez az előszót Erdélyi József írta. Kapcsándy verseit ezután a pápai és veszprémi újságok rendszeresen megjelentették. A második világháborút követően Dákán tanácselnök volt másfél évig. Vezetőségi tagja lett az 1957-ben megalakult megyei írócsoportnak is. Verseiben a faluról és a falusi emberek életének mindennapjairól szólnak.

## Művei
- Az eke mellől. Pápa, 1926. (Reprint: Veszprém, 1989.)
- Fohász a mélységből. Veszprém, 1991.